# Ілліч-Осипенко
«Іллі́ч-Осипе́нко» — аматорський футбольний клуб з села Осипенко Бердянського району Запорізької області. Виступав у чемпіонаті ААФУ 2008 року.

## Досягнення
- Чемпіон Запорізької області: 2007, 2008, 2009
- Бронзовий призер Запорізької області: 2006
- Володар Кубка Запорізької області 2007, 2008, 2010

## Тренери
Шачков Віталій Геннадійович 2007-...